# 古宮 (播磨町)
古宮（こみや）は、兵庫県加古郡播磨町の大字。旧加古郡阿閇村大字古宮。大字古宮と古宮1丁目から7丁目が設置されている。郵便番号は675-0163。

## 地理
播磨町の播磨灘沿岸にあたる南東部に位置し、漁業地帯である。東側は明石市二見町西二見駅前、西側は東本荘、北側は本荘、野添、二子と接する。南側は古宮海岸で瀬戸内海（播磨灘）に面する。

## 歴史
かつては今里村と呼ばれていた。

### 沿革
- 1962年4月1日 - 阿閇村が播磨町へ改称・町制施行する。

### 字域の変遷
| 実施前               | 実施年       | 実施後               |
| -------------------- | ------------ | -------------------- |
| 加古郡阿閇村大字古宮 | 1962年4月1日 | 加古郡播磨町大字古宮 |

## 世帯数と人口
2022年（令和4年）3月1日現在の世帯数と人口は以下の通りである。
| 町丁      | 世帯数    | 人口    |
| --------- | --------- | ------- |
| 古宮      | 199世帯   | 449人   |
| 古宮1丁目 | 192世帯   | 524人   |
| 古宮2丁目 | 71世帯    | 206人   |
| 古宮3丁目 | 176世帯   | 450人   |
| 古宮4丁目 | 96世帯    | 242人   |
| 古宮5丁目 | 233世帯   | 758人   |
| 古宮6丁目 | 292世帯   | 680人   |
| 古宮7丁目 | 192世帯   | 390人   |
| 計        | 1,451世帯 | 3,699人 |

## 小・中学校の学区
町立小・中学校に通う場合、学区は以下の通りとなる。
| !番地 | 小学校               | 中学校               |
| ----- | -------------------- | -------------------- |
| 全域  | 播磨町立播磨南小学校 | 播磨町立播磨南中学校 |

## 交通

### 鉄道
山陽鉄道が通過している。

### バス
- 神姫バス

### 道路
- 兵庫県道718号明石高砂線

## 施設

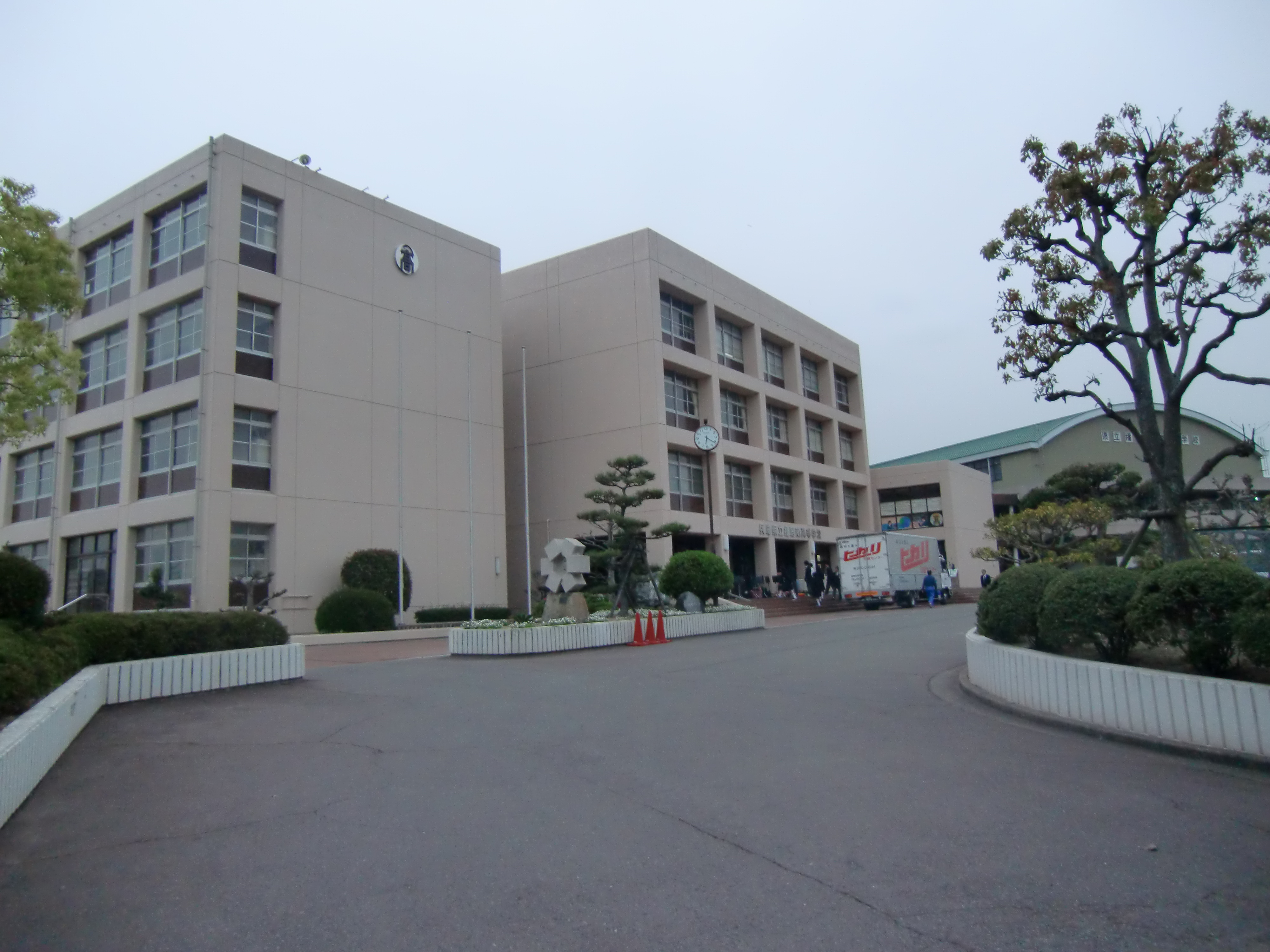
兵庫県立播磨南高等学校
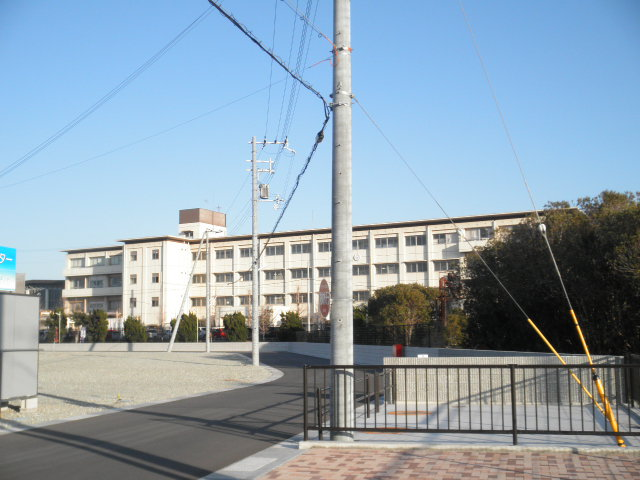
播磨町立播磨南中学校
- 播磨町立播磨南小学校
- 古宮漁港
- ノザワ播磨工場
- ダイワボウポリテック播磨研究所
- 秋ケ池運動広場
- はりまシーサーイドドーム
- 古宮砲台
- 愛宕塚古墳
- 住吉神社
- マックスバリュ古宮店(閉店)
- ザグザグ古宮店

- 兵庫県立播磨南高等学校
- 播磨町立播磨南中学校

## 人物

### 出身者
- 浜田彦蔵